# Орбітальний літак

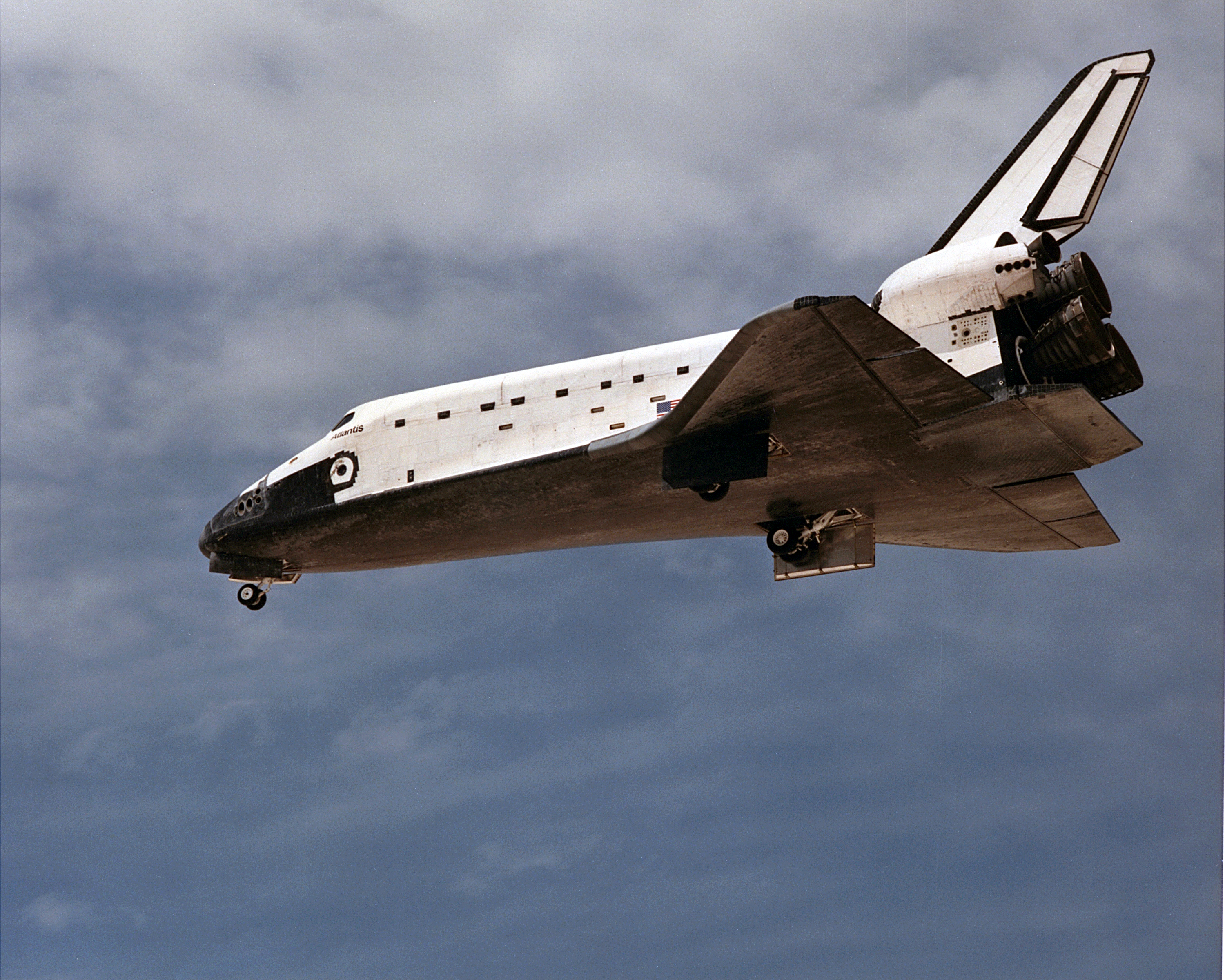
Атлантіс перед посадкою

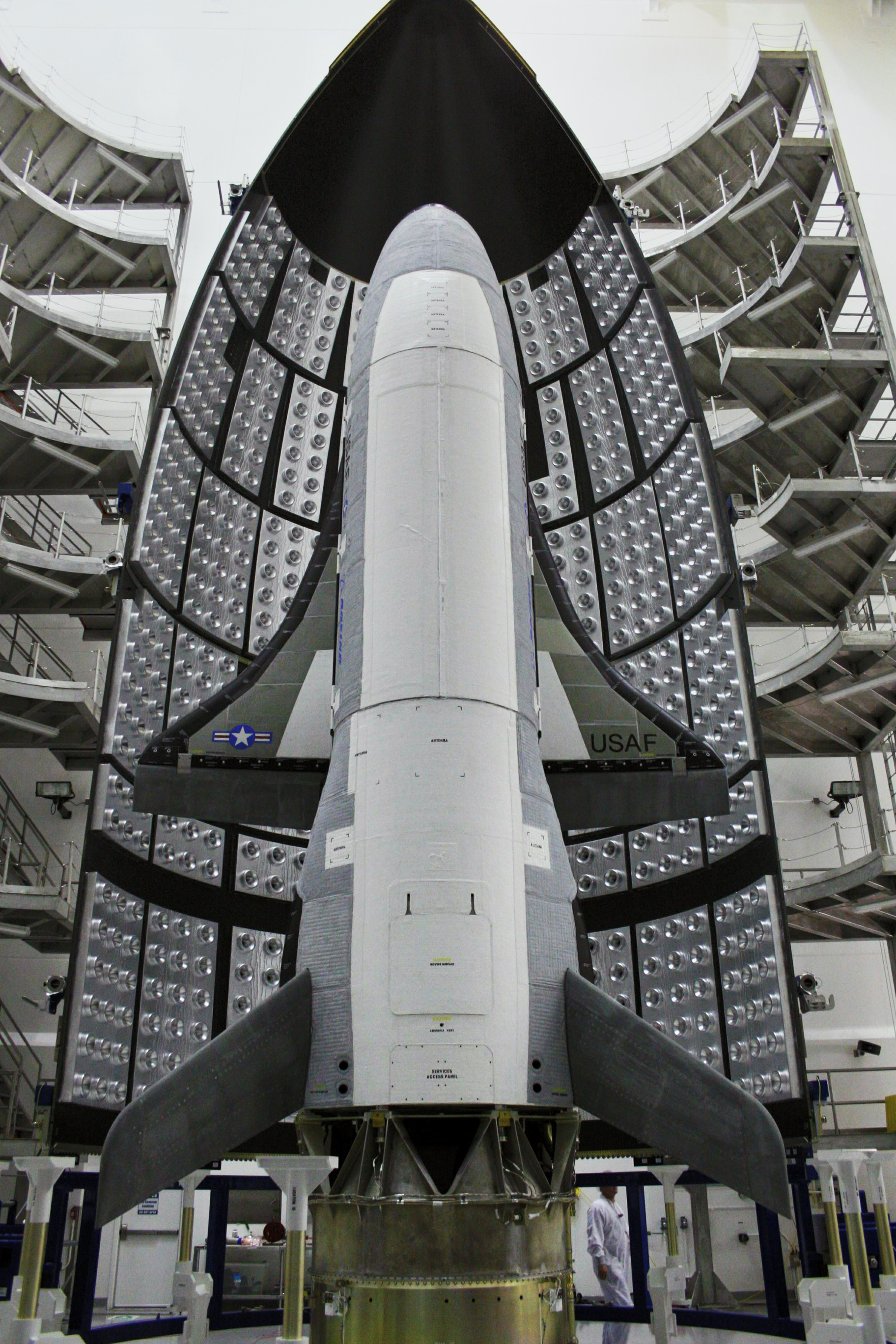
Boeing X-37B в капсулі перед запуском

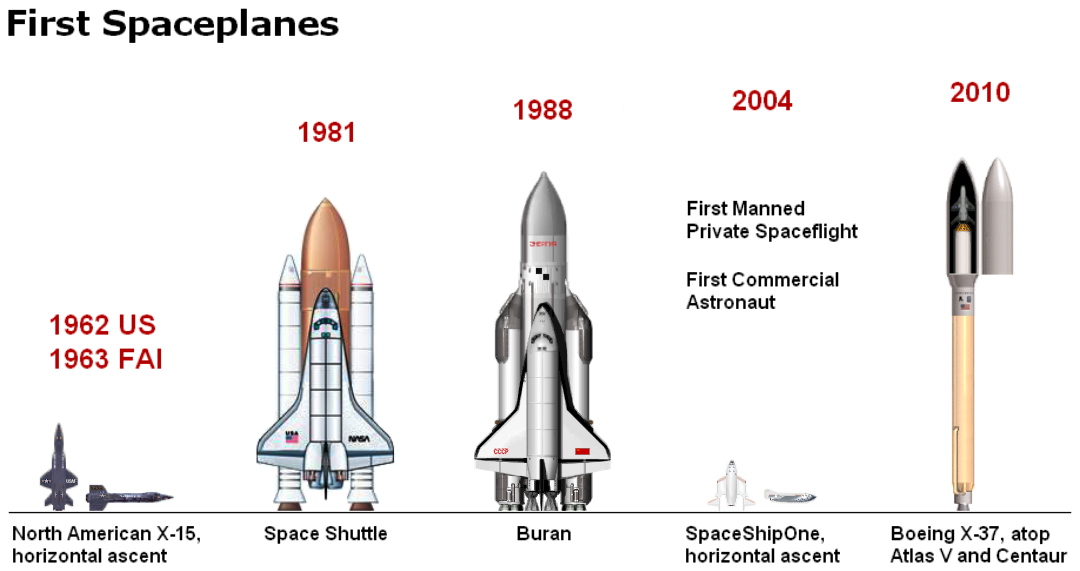

Орбітальний літак, повітряно-космічний літак — крилатий літальний апарат літакової схеми, що виходить або виведений на орбіту як штучний супутник Землі за допомогою вертикального або горизонтального старту і повертається з неї після виконання цільових завдань, здійснюючи горизонтальну посадку на аеродром, активно використовуючи при зниженні підйомну силу планера. Поєднує в собі властивості літака і космічного корабля.
Орбітальний літак є самостійною авіакосмічною системою або її частиною. Залежно від способу виходу на орбіту орбітальні літаки поділяються на космоплани і космольоти. Космоплани і космольоти необов'язково є орбітальними — вони можуть бути також суборбітальними, призначеними лише для подолання кордону космосу на висоті 100 км.

## Космоплани
Космоплан — орбітальний літак, що виводиться на орбіту допоміжними засобами: ракетою носієм при вертикальному старті, або літаком при горизонтальному (повітряний старт).
Першим космопланом, що здійснив суборбітальний пілотований космічний політ є гіперзвукової літак-ракетоплан North American X-15, створений в США в 1960-ті роки. Протягом наступних 20 років він лишався єдиним подібним. Програма створення космоплану існувала, також, і в СРСР, але не була реалізована.
В 1980-2000-х роках, в США була здійснена велика програма з більш як 100 польотів першого в історії Спейс Шаттл з орбітальним літаком-космопланом. Аналогічний радянський космоплан Буран здійснив лише один політ на орбіту. Йому передували випробувальні суборбітальні й орбітальні польоти прототипів — космопланів БОР-4 і БОР-5, які також запускаються з ракети-носія.
Туристичні польоти на апараті VSS Unity також планує здійснювати компанія Virgin Galactic.

## Космольоти
Космоліт — орбітальний літак, що виводиться на орбіту використовуючи власні двигуни при вертикальному або горизонтальному старті.
Одним з перших детальних проєктів космольоту був нереалізований проєкт Ойґена Зенґера по створенню частково-орбітального бойового космоліта-бомбардувальника «Silbervogel» в Нацистській Німеччині.
Зважаючи на високу складність рухових і конструкційних технологій жоден з проєктів космольотів до теперішнього часу реалізований не був.

### Radian One
Починаючи з 2022 року, в США стартап «Radian Aerospace» продовжує вдосконалення конструкції свого орбітального космічного літака, маючи на меті створення маломасштабного прототипу вже 2024 року. Попередню версію «Radian One» вже представили в 2022 році. «Radian One» хочуть використовувати для космічного туризму, запуску супутників, польотів на МКС, а також для деяких військових місій. Після технічного обслуговування літак можна буде запустити знову, тому де-факто мова йде про більш дешеву багаторазову альтернативу сучасним космічним ракетам. «Radian One» також зможе виводити на низьку навколоземну орбіту до п’яти членів екіпажу, а також вантажі. 

## Суборбітальні космічні літаки
Суборбітальний космічний літак — суборбітальний літак з нерухомим крилом та ракетним двигуном, який злітає та приземляється, як звичайний літак, використовуючи звичайні злітно-посадкові смуги та піднімається на висоту кордону космосу, але не вище 100 км над рівнем моря, тобто до так званої лінії Кармана.
У 2021 році суборбітальний космічний літак Mk-II Aurora здійснив свої перші випробувальні польоти, але він використовував сурогатні реактивні двигуни. Згідно нових повідомлень, 29, 30 і 31 березня 2023 року, на аеродромі Глентаннер у Новій Зеландії відбулися три ракетні випробувальні польоти Mk-II, під час яких літак досяг висоти приблизно 6000 футів (1829 м) і розвивав швидкість близько 170 вузлів (196 миль/год або 315 км/год). В даному випадку, суборбітальний космічний літак здійснив свої перші випробувальні польоти з використанням реального ракетного двигуна. Mk-II Aurora, який був розроблений новозеландською компанією Dawn Aerospace, є багаторазовим демонстратором технологій без екіпажу для майбутньої моделі компанії Mk-III. Згідно планів, зазначений суборбітальний космічний літак в майбутньому буде перевозити такі вантажі, як супутники, вагою до 250 кг (551 фунт). Після досягнення кордону космосу, тобто висоти 100 км (62 милі), корисний вантаж буде виведений на навколоземну орбіту за допомогою одноразової ракети другого ступеня. Mk-III також зможе нести до 1 тонни (0,9 тонни) наукових приладів, які під час суборбітальних польотів на навколоземну орбіту виводитися не будуть.